# Hela natten lång
Hela natten lång, amerikansk film från 1915 av och med Charlie Chaplin.

## Handling
Charlie och Ben besöker en pub för att sedan gå vidare till en flott restaurang där de bli utkastade. När de så småningom kommer tillbaka till sitt hotell blir de intresserade av en ung vacker dam i rummet mittemot. Det visar sig att hon är gift med hovmästaren från restaurangen de blivit utkastade från. De beslutar sig då för att flytta till ett annat hotell. Under tiden beslutar sig även hovmästaren och hans hustru att byta hotell eftersom de är missnöjda med servicen. De hamnar åter på samma hotell och får rummen mittemot varandra.

## Om filmen
Filmen spelades in i januari 1915 i Niles och Oakland i Kalifornien. Den hade världspremiär i USA den 15 februari 1915 och svensk premiär den 14 april 1930.

### Från totalförbjuden till barntillåten
Filmen blev totalförbjuden i Sverige den 30 september 1915. Vid en ny granskning den 17 januari 1919 blev den åter totalförbjuden. En tredje granskning gjordes den 13 januari 1930 och då sattes åldersgränsen till 15 år. Vid den fjärde granskningen, den 5 januari 1945, blev filmen barntillåten.

## Rollista
- Charlie Chaplin - rumlare
- Ben Turpin - rumlare
- Bud Jamison - hovmästare
- Edna Purviance - hovmästarens fru
- Leo White - fransk dandy/hotellreceptionist
- Fred Goodwins - hotellreceptionist på det andra hotellet

### Ej krediterade
- Charles Allen Dealey - restaurangägare
- Frank Dolan - servitör
- W. Coleman Elam
- Earl Esola - piccolo med cigarrlådro
- Eddie Fries
- Madrona Hicks - beslöjad dam
- Daniel P. Kelleher - väskbärande piccolo
- Eva Sawyer - grevens sällskap
- Lee Willard - man som slurpar soppa
- Fred Windemere - polis